# Gonatobotrys
Genre
Le genre Gonatobotrys ressemble beaucoup à Botrytis cinerea par le type de spores bien que ce dernier semble beaucoup plus envahissant lors de l'analyse.

## Maladie et dégâts
Ce champignon n'occasionne aucune maladie ni dégât sur la graine. C'est en fait un saprophyte et pas un parasite.
Aucun symptôme sur de jeunes plantules.

## Espèces concernées
Principalement :
- Helianthus annuus (Tournesol)
- Linum usitatissimum (Lin cultivé)

## Localisation sur la graine
Sans doute sous forme de spores en surface des téguments

## Fréquence d'apparition
Rarement plus de 5 % de grains infectés chez le Tournesol

## Méthodes d'analyse et identification
- Méthode du buvard

Les colonies sont claires, très fines et plutôt rases. Les filaments sont principalement des conidiophores intercalaires renflés à intervalles réguliers ainsi qu'à l'apex. C'est sur ces renflements qu'apparaissent des bouquets de spores.
Les spores sont hyalins et ovoïdes mais beaucoup plus petits que ceux de Botrytis cinerea.
- Méthode sur gélose à l'extrait de malt ou Malt-agar

Les colonies sont blanc-grisâtre, le mycélium produit énormément de spores. Après culture sur Malt-agar, la confusion n'est absolument plus possible avec Botrytis cinerea